# Văglarovo
Văglarovo (bulgariska: Въгларово) är ett distrikt i Bulgarien.   Det ligger i kommunen Obsjtina Chaskovo och regionen Chaskovo, i den centrala delen av landet, 200 km sydost om huvudstaden Sofia.